# KY Волка
KY Волка (лат. KY Lupi), HD 141641 — двойная звезда в созвездии Волка на расстоянии (вычисленном из значения параллакса) приблизительно 3966 световых лет (около 1216 парсеков) от Солнца. Видимая звёздная величина звезды — от +8,99m до +8,88m.

## Характеристики
Первый компонент — бело-голубая вращающаяся переменная звезда типа Альфы² Гончих Псов (ACV) спектрального класса ApSi, или B8. Масса — около 5,644 солнечных, радиус — около 5,904 солнечных. Эффективная температура — около 13751 K.
Второй компонент — оранжевый карлик спектрального класса K. Масса — около 661,81 юпитерианских (0,6318 солнечной). Удалён на 2,663 а.е..